# Anthopleura africana
Anthopleura africana is een zeeanemonensoort uit de familie Actiniidae.
Anthopleura africana is voor het eerst wetenschappelijk beschreven door Carlgren in 1900.